# パトリシア・カニング・トッド
メアリー・パトリシア・カニング・トッド（Mary Patricia Canning Todd, 1922年7月22日 - 2015年9月5日）は、アメリカ・カリフォルニア州サンフランシスコ出身の女子テニス選手。1947年の全仏選手権女子シングルス優勝者で、第2次世界大戦終戦直後のアメリカテニス界を代表する女子選手のひとりとして活動した。旧姓「パトリシア・カニング」（Patricia Canning）といったが、結婚後は2つの姓を併用した。彼女は「パット」（Pat）という愛称で呼ばれたため、テニス文献でも「パット・トッド」（Pat Todd）「パット・カニング・トッド」（Pat Canning Todd）など、様々な呼び名で記載されている。 

## 来歴
パトリシア・カニングの選手経歴は、まだ第2次世界大戦前の1938年全米選手権から始まる。第2次世界大戦の戦時中も、全米選手権だけは途切れることなく開催された。彼女は1940年代初めの早い時期に結婚したが、詳細な情報が残っておらず、全米選手権の女子競技部門（女子シングルス・女子ダブルス・混合ダブルス）の抽選表でもはっきりとは分からない。1942年の全米選手権混合ダブルス部門で、トッドはアレホ・ラッセル（アルゼンチン）とペアを組み、テッド・シュローダー＆ルイーズ・ブラフ組に敗れた準優勝があった。終戦の年にあたる1945年、彼女は初めて全米選手権の女子シングルス8強に入る。1946年から他のテニス4大大会も開催が再開され、トッドは全仏選手権やウィンブルドン選手権にも出場し始めた。1946年全米選手権で、彼女は女子シングルスで初の準決勝に進み、女子ダブルスでメアリー・アーノルドと組んで準優勝した。当時の全米選手権女子ダブルスは、1942年から1950年までルイーズ・ブラフ＆マーガレット・オズボーン組が「9連覇」していた。トッドは1946年から1948年まで、3年連続でこのペアの壁にぶつかることになる。
1947年の全仏選手権で、トッドは女子シングルス・女子ダブルスの2部門で決勝に進出し、シングルス決勝でドリス・ハートを 6-3, 3-6, 6-4 で破って初優勝した。ハートと組んだ女子ダブルスでは、決勝でブラフ＆オズボーン組に敗れた。続くウィンブルドン選手権で、トッドはシングルス準々決勝でシーラ・サマーズ（南アフリカ）に敗れたが、ハートとの女子ダブルスで初優勝を飾り、難敵のブラフ＆オズボーン組を 3-6, 6-4, 7-5 で倒した。トッドが女子ダブルス決勝でブラフ＆オズボーン組に勝ったのは、この1947年ウィンブルドンだけである。ところが、1948年全仏選手権の女子シングルス準決勝で、トッドは予想外の出来事で「失格」になった。ネリー・アダムソン・ランドリー（フランス）との準決勝を目前に控えて、審判員が予定の試合開始時間を早め、昼食をとっていたトッドに「今すぐ試合を開始しなさい」と告げたという。この大会ではハートとの女子ダブルスと、ヤロスラフ・ドロブニー（当時チェコスロバキア）と組んだ混合ダブルスで優勝したが、女子シングルス準決勝の気まずさが残り、彼女は1949年全仏選手権を出場辞退した。
ハプニングの2年後、トッドは1950年全仏選手権女子シングルス・混合ダブルスの2部門で決勝に勝ち進んだ。3年ぶり2度目の女子シングルス決勝ではドリス・ハートに 4-6, 6-4, 2-6 で敗れ、ビル・タルバートと組んだ混合ダブルスも、直前に決勝戦出場を断念したため、この大会は2部門とも準優勝に終わった。この年はウィンブルドン選手権で初の混合ダブルス準優勝があり、パートナーはジェフ・ブラウン（オーストラリア）と組んだが、ルイーズ・ブラフとエリック・スタージェス（南アフリカ）の組に 9-11, 6-1, 4-6 で敗れた。
トッドの全仏選手権以外の4大大会シングルス成績は、ウィンブルドン選手権は1948年・1949年・1950年・1952年の4度、全米選手権は1946年・1948年の2度ベスト4があり、この両大会では1度も決勝に進めなかった。全豪選手権には1度も出場していない。
パトリシア・カニング・トッドの現役選手時代、第2次世界大戦終戦直後の女子テニス界はアメリカ勢が大半のグランドスラム・タイトルを寡占していた。彼女と同時代の選手には、ルイーズ・ブラフ、マーガレット・オズボーン・デュポン、ドリス・ハートなどがいた。この3人は現役生活を通じて、30を超える4大大会タイトルを獲得した強豪であり（女子シングルス・女子ダブルス・混合ダブルスの総計：ブラフ35勝、オズボーン37勝、ハート35勝）1947年の全仏選手権優勝者トッドでさえ、彼女たちの陰に隠れがちな存在であった。

## 主な成績
- 全仏選手権　女子シングルス：1勝（1947年）／女子ダブルス：1勝（1948年）／混合ダブルス：1勝（1948年）
- ウィンブルドン選手権　女子ダブルス：1勝（1947年）／混合ダブルス準優勝：1950年

（全米選手権女子ダブルス準優勝4度：1946年-1948年・1951年／混合ダブルス準優勝1度：1942年）